# 静岡薬学専門学校
| 静岡薬学専門学校 | 静岡薬学専門学校     |
| ---------------- | -------------------- |
| 創立             | 1950年               |
| 所在地           | 静岡県静岡市         |
| 初代校長         | 遠藤勝               |
| 廃止             | 1952年               |
| 後身校           | 静岡県立薬学専門学校 |
| 同窓会           | 静薬学友会           |

静岡薬学専門学校（しずおかやくがくせんもんがっこう、英語: Shizuoka College of Pharmacy）は、かつての日本の旧制の私立専門学校である。静岡県静岡市に本部を置いた。略称は静薬専。

## 概観

### 専門学校全体
静岡薬学専門学校は、静岡県に所在していた旧制の私立専門学校である。財団法人静岡女子薬学専門学校により設置・運営された。母体となった静岡女子薬学専門学校は、大日本帝国における女子薬学専門学校8校のうちの一校であった。当時の女子薬学専門学校のほとんどは東京府など大都市圏に置かれていたことから、同校は地方における女子薬学専門学校として貴重な存在であり、静岡県の地域社会の薬学振興にも重要な役割を果たしていた。

### 教育および研究
静岡県に設置された旧制薬学専門学校として、薬学に関する高等教育を教授していた。

## 沿革

### 略歴

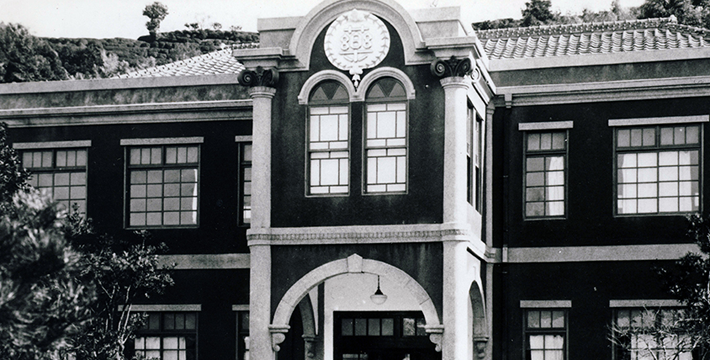
前身となった静岡女子薬学専門学校の本館

岩﨑照吉により、旧制の私立薬学校として1916年（大正5年）4月に静岡女子薬学校が創設された。その後、静岡女子薬学校を旧制薬学専門学校に昇格させようとする機運が高まった。1945年（昭和20年）1月、財団法人静岡女子薬学専門学校の設立総会が開催された。同年3月30日には、専門学校令に基づき私立静岡女子薬学専門学校の設立が認可され、修業年限3年の本科と研究科が設置されることになった。同校はさらに男子にも広く門戸を開くことを決定し、共学化により1950年（昭和25年）4月1日に静岡薬学専門学校となった。ただし、学校の設置者である財団法人静岡女子薬学専門学校は改称せず、そのままの名称であった。1950年（昭和25年）12月に財団法人から学校法人への組織変更を申請したが、1951年（昭和26年）3月に差し戻された。
その後、旧制専門学校から新制大学に移行する機運が高まり、1951年（昭和26年）9月には新制の私立大学としての静岡薬科大学の設置を申請したが、受理されず、1952年（昭和27年）1月に申請を取り下げている。また、キャンパスの近隣に静岡競輪場が開設される計画が浮上した。これを受け、1951年（昭和26年）12月から隣接地への競輪場設置反対運動が勃発した。しかし反対運動は不成功で、最終的に競輪場は設置された。
静岡薬学専門学校は財政基盤が脆弱で、教員への給与も満足に支払われていなかった。この点が問題視され、新制の私立大学としての静岡薬科大学の設置申請も認可されなかった。1953年度（昭和28年度）までに新制大学に移行できない旧制専門学校は廃校とされることが決定していた。そのため、文部省の意向を容れて静岡薬学専門学校を公立移管することで、ようやく新制大学への昇格が認められることとなった。1952年（昭和27年）8月31日に財団法人静岡女子薬学専門学校は解散し、静岡薬学専門学校は静岡県に移管され、同年9月1日に静岡県立薬学専門学校が発足した。

### 年表
- 1950年 - 静岡薬学専門学校設置[3][4]。
- 1952年 - 財団法人静岡女子薬学専門学校解散。
- 1952年 - 静岡県立薬学専門学校設置[3][4]。

### 歴代校長
| 静岡薬学専門学校 校長 | 静岡薬学専門学校 校長 | 静岡薬学専門学校 校長 | 静岡薬学専門学校 校長 | 静岡薬学専門学校 校長 | 静岡薬学専門学校 校長            |
| 代                    | 氏名                  | 氏名                  | 就任日                | 退任日                | 主要な経歴                       |
| --------------------- | --------------------- | --------------------- | --------------------- | --------------------- | -------------------------------- |
| 1                     |                       | 遠藤勝                | 1950年4月             | 1952年8月             | 静岡女子薬学専門学校校長事務取扱 |

## 専門学校関係者と組織

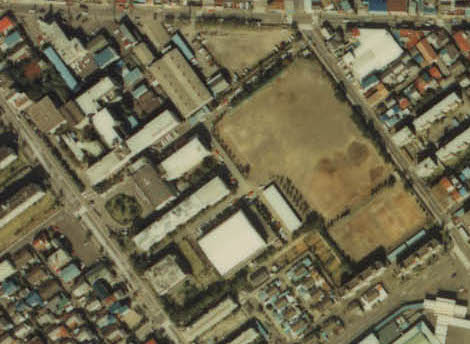
後身である静岡薬科大学の小鹿キャンパスの航空写真（1983年撮影。）

### 専門学校関係者組織
同窓会は「静薬学友会」と称し、旧制の静岡女子薬学校、静岡女子薬学専門学校、および、新制の静岡薬科大学、静岡県立大学薬学部・大学院薬学研究科・大学院薬食生命科学総合学府薬学専攻・薬科学専攻・薬食生命科学専攻薬学系講座と合同で組織されている。

### 専門学校関係者一覧
専門学校関係者の一覧は、後身である静岡県立大学の一覧と同一のページに掲載している。
- 静岡県立大学の人物一覧